# کالماکاندا
کالماکاندا (به لاتین: Kalmakanda) یک منطقهٔ مسکونی در بنگلادش است که در ناحیه نتروکونه واقع شده‌است. کالماکاندا ۳۷۷٫۴۱ کیلومتر مربع مساحت و ۲۱۷٬۹۱۲ نفر جمعیت دارد.